# Anita Stewart
Ne doit pas être confondu avec Anita de Bragance.
Anita Stewart (de son vrai nom Anna Marie Stewart) est une actrice et productrice américaine du cinéma muet, née le 24 avril 1895 à Brooklyn et décédée d'une crise cardiaque à Beverly Hills (Californie) le 4 mai 1961.

## Biographie
Anita Stewart débute à la Vitagraph en 1911. Dès 1919, elle crée sa propre maison de production en collaboration avec Louis B. Mayer, sous l'égide de la First National.
Elle épouse l'acteur Rudolph Cameron en 1917, dont elle divorce en 1928. En secondes noces, elle devient la femme de George Peabody Converse de 1929 à 1946.
Elle se retire de l'écran en 1928.

## Filmographie partielle

### Comme actrice

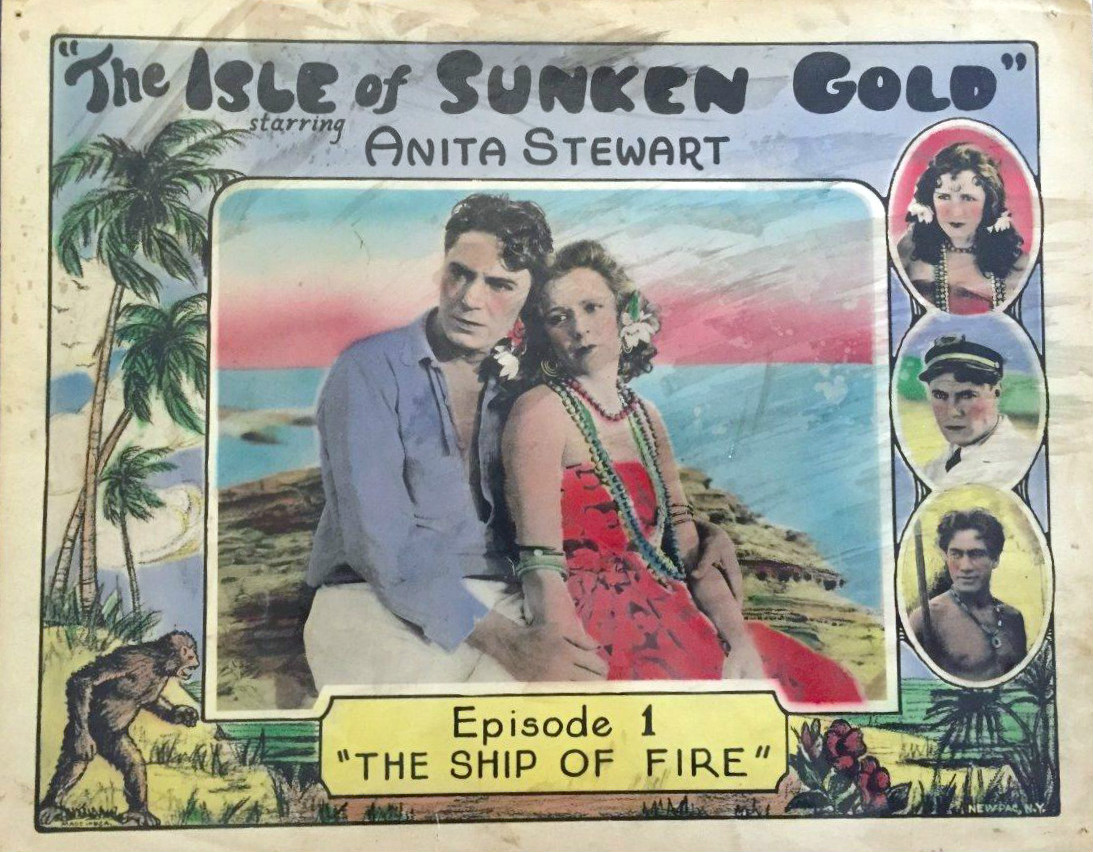
Carte promotionnelle de Isle of Sunken Gold en 1927

- 1911 : The Battle Hymn of the Republic de Laurence Trimble et James Stuart Blackton
- 1916 : The Combat de Ralph Ince
- 1917 : The Glory of Yolanda de Marguerite Bertsch
- 1919 : La Baigneuse inconnue (A Midnight Romance) de Loïs Weber
- 1919 : Two Women
- 1919 : Mary Regan
- 1919 : The Painted World
- 1919 : Shadows of the Past
- 1919 : La Sacrifiée (Her Kingdom of Dreams) de Marshall Neilan
- 1919 : Lis sauvage (In Old Kentucky) de Marshall Neilan
- 1920 : Le Séducteur (Harriet and the Piper) de Bertram Bracken
- 1920 : The Fighting Shepherdess d'Edward José et Millard Webb
- 1921 : Une affaire mystérieuse (The Invisible Fear) d'Edwin Carewe
- 1921 : L'Enfant du passé (Sowing the Wind) de John M. Stahl
- 1925 : La Frontière humaine (Never the twain shall meet) de Maurice Tourneur
- 1925 : The Boomerang de Louis Gasnier
- 1927 : Isle of Sunken Gold de Harry S. Webb

### Comme productrice
- 1919 : Her Kingdom of Dreams, de Marshall Neilan
- 1919 : In Old Kentucky (Lis sauvage) de Marshall Neilan
- 1920 : The Fighting Shepherdess d'Edward José et Millard Webb
- 1921 : L'Enfant du passé (Sowing the Wind) de John M. Stahl

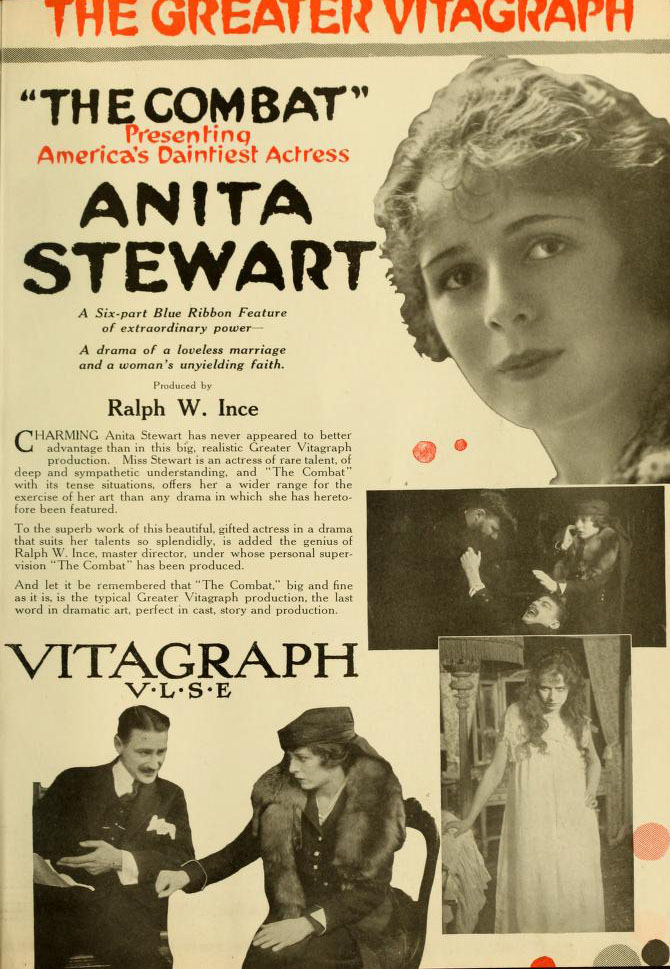
The Combat (1916)
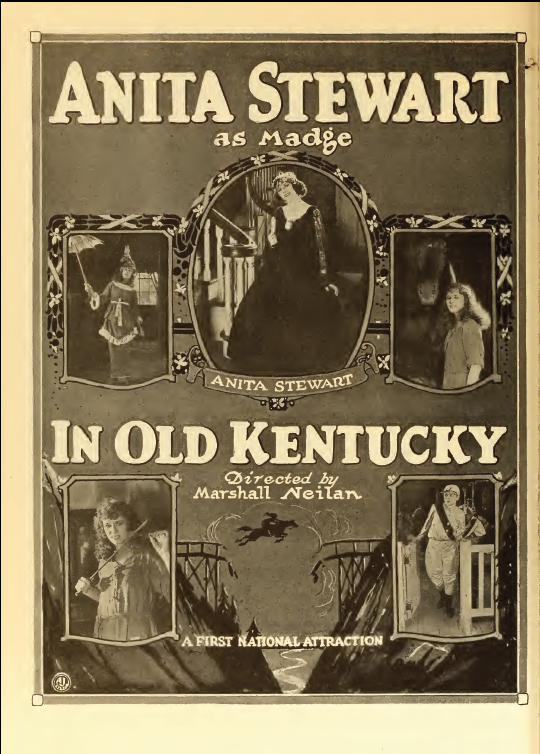
Anita Stewart dans In Old Kentucky (1919)